# Cent un
El nombre 101 (CI) és el nombre natural que segueix el nombre 100 i precedeix el nombre 102.
La seva representació binària és 1100101, la representació octal 145 i l'hexadecimal 65.
És un nombre primer.
- Es pot representar com a la suma de cinc nombres primers consecutius: 13 + 17 + 19 + 23 + 29 = 101.
- És el més petit dels nombres primers capicues que no tenen totes les xifres iguals; no se sap si existeixen infinits primers capicues.
- Existeixen 101 sumes diferents de nombres naturals amb resultat de 13, per exemple: 1 + 2 + 3 + 3 + 4.

## En altres dominis
- És el nombre atòmic del mendelevi.[1]